# Al Plastino
Al Plastino (* 15. Dezember 1921 in New York City; † 25. November 2013) war ein US-amerikanischer Comiczeichner. Plastino wurde vor allem als Mitschöpfer der Comicfigur Supergirl bekannt.

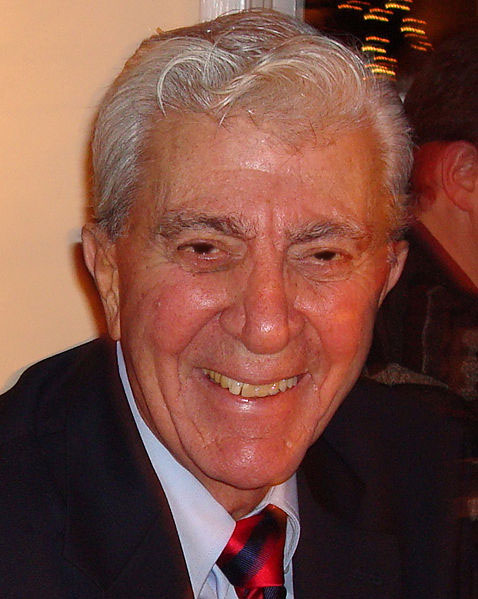
Al Plastino (2007)

## Leben und Arbeit
Plastino begann als Siebzehnjähriger für das amerikanische Magazin Youth Today zu arbeiten. Es folgten vereinzelte Zeichnerjobs für den Verlag Funnies Inc., für den er an den Comics über den heroischen Meeresbewohner Sub-Mariner mitwirkte.
Während des Zweiten Weltkrieges arbeitete Plastino zunächst in der Graphic Arts-Abteilung des Verteidigungsministeriums der Vereinigten Staaten, wo er Propagandaplakate entwarf und zeichnete. In den späteren Jahren des Krieges illustrierte er Ausbildungshandbücher für die Army, die vom Adjutant General’s Office herausgegeben wurden. Nach dem Krieg setzte er seine Arbeit beim Pentagon zunächst fort, produzierte parallel dazu jedoch auch Werbeplakate und anderes graphisches Material für private Auftraggeber.
1948 wurde Plastino von dem New Yorker Verlag DC-Comics als Zeichner für die Comicserien über den fiktiven Helden Superman engagiert. In den folgenden zwanzig Jahren figurierte Plastino neben Wayne Boring als Hauptzeichner der Superman-Comics und illustrierte hunderte Superman-Geschichten für die Serien Superman, Action Comics, Superboy, Superman's Girlfriend Lois Lane und World's Finest. Gemeinsam mit dem Science-Fiction-Schriftsteller Otto Binder führte Plastino im Mai 1959 die Figur des Supergirls in die Superman-Comics ein: In Action Comics #252 stellten Binder und Plastino diese als Supermans Cousine vom Planeten Krypton vor, die aufgrund ihrer außerirdischen Physiologie unter den Strahlen der gelben Sonne der Erde über dieselben Superkräfte wie der Held verfügt. Die Figur wurde binnen weniger Jahre zu einer der populärsten im Besitz des DC-Verlages und wurde seither unter anderen in den Mittelpunkt mehrerer Comicserien und eines Kinofilms aus dem Jahr 1984 gestellt. Eine weitere erfolgreiche Serie, deren Ursprünge in der Zusammenarbeit von Plastino und Binder an den Superman-Comics lagen, war die Legion of Super-Heroes, die die beiden in Adventure Comics #247 vom April 1958 in die fiktive Welt des DC-Universums einführten.
Nachdem Plastino zwischen 1966 und 1972 die täglichen Comicstrips über Superman und Batman, die in zahlreichen amerikanischen Tageszeitungen veröffentlicht wurden, illustriert hatte, begann er sich in den 1970er und 80er Jahren vermehrt auf diese Tätigkeit zu konzentrieren: In den frühen 1980er Jahren wurde er vom United Media Syndikat damit beauftragt vorsorglich Geschichten für den Zeitraum von einem Jahr für den Comicstrip Peanuts zu schreiben und zu zeichnen, für den Fall, dass der Peanuts-Schöpfer Charles M. Schulz einmal krankheitsbedingt ausfallen sollte.
Nachdem Plastino 1989 in den Ruhestand gegangen war, widmete er sich überwiegend der Malerei.